# 71. vestlige længdekreds
Den 71. vestlige længdekreds (eller 71 grader vestlig længde) er en længdekreds, der ligger 71 grader vest for nulmeridianen. Den løber gennem Ishavet, Nordamerika, Atlanterhavet, Caribien, Sydamerika, Stillehavet, det Sydlige Ishav og Antarktis.